# Hermes Andreas Kick

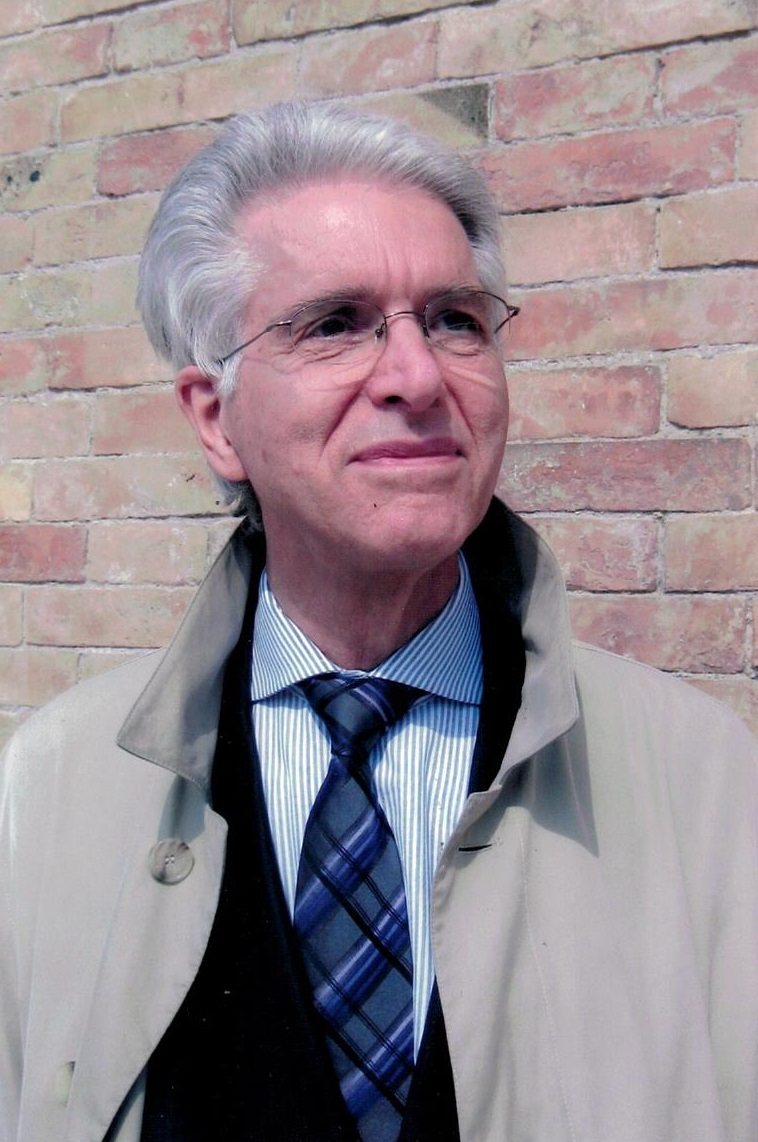
Hermes Andreas Kick (2018)

Hermes Andreas Kick (* 1944 in Spaichingen) ist Professor für Psychiatrie an der Ruprecht-Karls-Universität Heidelberg sowie Mitglied der Europäischen Akademie der Wissenschaften und Künste.

## Biografie
Kick promovierte in Heidelberg im Jahr 1969 mit einer Schrift zur psychiatrischen Pharmakotherapie in der Schule von Paris.
In seiner Forschung beschäftigt sich Kick mit Fragen der Medizinethik und stellt die Ökonomisierung der psychiatrischen und psychotherapeutischen Behandlung in Frage. Er leitet hierzu das Institut für medizinische Ethik, Grundlagen und Methoden der Psychotherapie und Gesundheitskultur in Mannheim und hält regelmäßig Seminare an verschiedenen Universitäten. In der Auseinandersetzung mit aktuellen gesellschaftlichen Krisenfeldern hat er sich als Psychiater und Psychotherapeut auf der Grundlage eines anthropologischen Ansatzes aktuellen medizinethischen Problemen und grundsätzlichen Fragen der Ethik und Wertebildung zugewandt.
Er kooperiert nicht nur mit Wissenschaftlern, sondern pflegt vielseitige Beziehungen zu Künstlern. Ethische und ästhetische Fragen gehören für ihn zu den zentralen Herausforderungen unserer Gesellschaft. Mit der Komponistin Violeta Dinescu hat er im Rahmen der Mannheimer Ethiksymposien, die regelmäßig seit über einem Jahrzehnt im Mannheimer Schloss stattfinden, eine Anzahl Produktionen, zumeist Uraufführungen, u. a. zu Texten von Karl Jaspers Aulos und Kithara (2009), ferner Maladies salutaires (2010), Tauromaquia (2012) und Exodus (2018) realisiert.

## Eigene Schriften
- Psychopathologie und Verlauf der postakuten Schizophrenie. Springer, Berlin 1991, ISBN 3-540-53853-4.
- Grenzsituationen und neues Ethos. Von Homers Weltsicht zum modernen Menschenbild. Winter-Verlag, Heidelberg, 2005, ISBN 3-8253-5121-1.
- Crisis of European Identity – Crisis of Institutions: Can Interactive Institutions Help? International Conference „Transition to a New Society“ 20-22 march 2014, Podgorica, Montenegro
- Grenzsituationen, Krisen, kreative Bewältigung: prozessdynamische Perspektiven nach Karl Jaspers. Winter-Verlag, Heidelberg 2015, ISBN 978-3-8253-6415-1.
- Psychiatrische Pharmakotherapie in der Schule von Paris. Objektivierung und die Entdeckung des Subjekts im 19. Jahrhundert: Cannabis, Modellpsychose und Narkoanalyse im Spannungsfeld von Materialismus und Spiritualismus. Lit Verlag, Berlin, 2019, ISBN 978-3-643-14445-4  (Dissertation).
- Border Situations - Crises - Postcritical Creativity. Karl Jaspers and Processdynamic Perspectives. Lit Verlag, Zürich, 2020, ISBN 978-3-643-91287-9.

## Herausgegebene Schriften
- Handeln und Unterlassen: Ethik und Recht in den Grenzbereichen von Medizin und Psychologie. Springer, Berlin 2003, ISBN 3-540-00547-1.
- Ethische Orientierung in Grenzsituationen des Lebens: Lebenskunst und Sterbekunst, Sterbebegleitung und Trauerarbeit. Lit Verlag, Münster 2004, ISBN 3-8258-7398-6.
- Besessenheit, Trance, Exorzismus: Affekte und Emotionen als Grundlagen ethischer Wertebildung und Gefährdung in Wissenschaften und Künsten. Lit Verlag, Münster 2004, ISBN 3-8258-7697-7.
- Gesundheitswesen zwischen Wirtschaftlichkeit und Menschlichkeit. Lit Verlag, Münster 2005, ISBN 3-8258-8901-7.
- Grenzsituationen und neues Ethos. Von Homers Weltsicht zum modernen Menschenbild. Winter Verlag, Heidelberg 2005, ISBN 3-8253-5121-1.
- Eros und Grenzsituation: von der Verliebtheit zur Beziehungskultur. Lit Verlag, Berlin 2006, ISBN 3-8258-9980-2.
- Affekte und konstruktive Gestaltung in Psychotherapie, Medien und Politik: ethische Herausforderung für Wissenschaften und Künste. Lit Verlag, Berlin 2006, ISBN 3-8258-9381-2.
- Glück: ethische Perspektiven – aktuelle Glückskonzepte. Lit Verlag, Berlin 2008, ISBN 978-3-8258-1738-1.
- Trauma und Versöhnung. Heilungswege in Psychotherapie, Kunst und Religion. Lit Verlag, Berlin 2010, ISBN 978-3-643-10968-2.
- Schuld. Bearbeitung, Bewältigung, Lösung. Strukturelle und prozessdynamische Aspekte. Lit Verlag, Berlin 2011, ISBN 978-3-643-11395-5.
- Ethik des Arztes, Ethik des Patienten, Ethik der Gesellschaft. Basis für ein zukunftsfähiges Gesundheitssystem. Lit Verlag, Berlin 2012, ISBN 978-3-643-11650-5.
- Frieden als Balance in Psychotherapie und politischem Handlungsraum. Lit Verlag, Berlin 2013, ISBN 978-3-643-12248-3.
- Gewalt und Macht in Psychotherapie, Gesellschaft und Kunst, Lit Verlag, Berlin, 2014, ISBN 978-3-643-12549-1.
- Leib und Leiblichkeit als Krisenfeld in Psychopathologie, Philosophie, Theologie und Kunst. Lit Verlag, Berlin 2015, ISBN 978-3-643-13227-7.
- Katastrophen – Überlebensstrategien. Ethik – Werte – Ziele für eine Gesellschaft in der Krise. Lit Verlag, Berlin 2016, ISBN 978-3-643-13591-9.
- Identität. Identitätssuche in einer sich wandelnden Welt. Wozu Identität? Lit Verlag, Berlin 2018, ISBN 978-3-643-14135-4.
- Heidelberger Silvestergespräche. Mattes Verlag, Heidelberg 2019, ISBN 978-3-86809-151-9.
- Grenzen und Entgrenzung. Ethische Orientierung in einer destabilisierten Welt. Lit Verlag, Berlin 2019, ISBN 978-3-643-14488-1.
- Border Situations - Crises - Postcritical Creativity. Karl Jaspers and Processdynamic Perspectives. Lit Verlag, Wien, Zürich 2020, ISBN 978-3-643-91287-9.
- Leiblichkeit und Seele im Spannungsfeld von Weltbezug und Transzendenz. Lit Verlag, Berlin 2021, ISBN 978-3-643-14874-2.